# Ileana Streinu
Ileana Streinu est une informaticienne et mathématicienne roumano-américaine qui travaille en géométrie algorithmique, et notamment en cinématique et en rigidité structurelle. Elle est professeur sur la chaire Charles N. Clark en informatique et mathématiques au Smith College au Massachusetts.

## Biographie scientifique
Ileana Streinu a fait des études à l’université de Bucarest en Roumanie. Elle obtient un doctorat en mathématiques et informatique sous la direction de Solomon Marcus à l’université de Bucarest en 1994 (« Grammatical Inference »), et un Ph. D. en informatique à l’université Rutgers, la même année sous la direction de William L. Steiger, (« Some Positive and Negative Results in Computational Geometry »). Elle rejoint le département d’informatique du Smith College en 1994, obtient un poste commun avec le département de mathématiques en 1995, et devient professeur titulaire de la chaire Charles N. en 2009. Elle occupe aussi un poste de professeur adjoint au département d’informatique de l’université du Massachusetts à Amherst.
Au Smith College, Streinu est directeur de la « Biomathematical Sciences Concentration »,, et elle a été co-investigateur d’un projet de recherche sur ce thème doté d’un million de dollars et réparti entre quatre établissements.
Elle était professeur invité ou chercheur invité à de nombreuses institutions européennes, notamment à la TU Berlin, à l’Institut International de Mathématiques Euler à Saint-Pétersbourg à l’École normale supérieure à Paris, à la Stanford University, à l’Universitat Politècnica de Catalunya à Barcelone, à l’Université des arts et techniques de Kyoto et à l’Universität Hamburg.

## Recherche
Ileana Streinu travaille en informatique théorique et en mathématiques, notamment en géométrie algorithmique, géométrie combinatoire, et géométrie discrète, en théorie des graphes et des matroïdes orientés, en cinématique, théorie de la rigidité, polytopes et géométrie convexe, cristallographie mathématique. Elle contribue activement à l’informatique interdisciplinaire et aux applications, notamment en bio-informatique, bio-géométrie (et en particulier la structure, flexibilité et pliage) de biopolymères, (protéines, ADN et ARN) ; elle contribue auss aux calculs en science des matériaux, sur les aspects cristallins, zeolites, nanostructures, et travaille en robotique, sur les robots manipulateurs, origami calculatoire, réseaux de senseurs et la localisation ; d’autres travaux concerne l’informatique graphique, le dessin de graphes, la visualisation et les aspects statistiques.

## Prix et distinctions
En 2006, Streinu reçoit le prix Grigore Moisil de l' académie roumaine pour un travail commun avec Ciprian Borcea où elle prouve, en utilisant la géométrie algébrique complexe que tout graphe de Laman (en) avec des longueurs d'arêtes fixes possède au moins 4n plongements différents dans le plan euclidien, où n est le nombre de sommets du graphe,.
En 2010, Streinu obtient le prix David P. Robbins de l'American Mathematical Society pour sa solution combinatoire du problème de la règle du charpentier (en). La solution de Streinu consiste à doter le polygone donné d'une structure de pseudo-triangulation pointée (en), puis de supprimer une arête de l’enveloppe convexe de ce graphe, et de montrer que cette suppression donne un degré de liberté supplémentaire qui permet de rendre le polygone « plus convexe »; le procédé opère itérativement,,.
En 2012 elle est élue fellow de la American Mathematical Society.

## Publications (sélection)
- Ciprian Borcea et Ileana Streinu, « The number of embeddings of minimally rigid graphs », Discrete and Computational Geometry, vol. 31, no 2,‎ 2004, p. 287–303 (DOI 10.1007/s00454-003-2902-0, MR 2060642).
- Ileana Streinu, « Pseudo-triangulations, rigidity and motion planning », Discrete and Computational Geometry, vol. 34, no 4,‎ 2005, p. 587–635 (DOI 10.1007/s00454-005-1184-0, MR 2173930).